# 長谷川つとむ
長谷川 つとむ（はせがわ つとむ、1934年（昭和9年） - ）は、日本の著作家、ドイツ文学研究者。
日本大学名誉教授。本名、長谷川勉。

## 来歴
東京生まれ。西ドイツ政府給費フンボルト留学試験合格、キール大学にてエーリヒ・トルンツ教授のもとでゲーテの『ファウスト』を研究する。
1969年、日本ゲーテ協会長賞受賞。1984年、日本文芸大賞・ノンフィクション賞受賞。1993年、日本独学史学会賞受賞。
1999年、「ファウストの変容及び交差と比較に関する研究」で日本大学より博士（国際関係）取得、日本大学国際関係学部教授、2005年定年、名誉教授、日本独学史学会会長、日本大学剣道部部長、日本ペンクラブ評議員。
日本大学法学部教授時代には阪神野球理論研究会顧問を務めるなど野球にも造詣が深く、学生から慕われた。

## 著書
- 『ファウストの比較文学的研究序説』（長谷川勉名義、東洋出版） 1979年
- 『魔術師ファウストの転生』（東京書籍） 1983年
- 『現代文学とみちのく』（高文堂出版社） 1984年
- 『現代文学と北海道』（高文堂出版社） 1985年
- 『現代文学と北陸』（高文堂出版社） 1986年
- 『現代文学と九州』（高文堂出版社） 1986年 - 1987年
- 『処世戦略の勝者・伊達政宗の生涯』（高文堂出版社、人間活性化双書） 1987年、のち改題『伊達政宗 秀吉・家康を翻弄した男』（PHP文庫）
- 『信玄の経営戦略』（高文堂出版社、人間活性化双書） 1987年
- 『写真で学べる現代文学と四国』（高文堂出版） 1988年
- 『東京帝大医学部総理 池田謙斎伝』（新人物往来社） 1989年
- 『現代文学と山陽山陰』（高文堂出版社） 1990年
- 『手塚治虫氏に関する八つの誤解』（柏書房） 1990年、のち中公文庫
- 『モーツァルト・夢の旅人』（高文堂出版社、知的ドリーム双書） 1991年
- 『会津藩最後の首席家老 梶原平馬・その愛と死』（新人物往来社） 1992年、のち中公文庫
- 『写真で学べる現代文学と近畿』（高文堂出版社） 1993年
- 『幕末遊撃隊伊庭八郎』（新人物往来社） 1993年
- 『帰化した侵略兵 朝鮮の役異聞』（新人物往来社） 1996年
- 『ロマンティック街道』（高文堂出版社、ドイツの街道双書） 1996年
- 『メルヘン街道』（高文堂出版社、ドイツの街道双書） 1997年
- 『ドイツ語圏の社会と文化』（高文堂出版社） 1999年
- 『鉄腕アトムのタイムカプセル オトナのための手塚治虫論』（PHPエディターズ・グループ） 2002年
- 『虹の懸橋』（冨山房） 2004年

### 共編著
- 『欧米文学交流の諸様相』（富田仁, 長谷川勉編著、三修社） 1983年
- 『睦子、留学は終わったよ 西ドイツで悲しみの死』（綾野睦子、綾野豊共編、三修社） 1984年
- 『らくらくドイツ文法』（川嶋正幸, 中村憲治, 河田一郎共著、三修社） 2002年

### 翻訳
- 『仕立屋ストラピンスキー ゼルトヴィラの人達より』（ゴトフリート・ケラー、長谷川勉訳、成文堂） 1966年
- 『眠れぬ日々のために』（ゲーテ、PHPエディターズ・グループ） 2001年

## 参考
- セブンネットショッピング